# Alain Brune
Alain Brune est un homme politique français né le 2 novembre 1944 à Clermont-Ferrand (Puy-de-Dôme) et décédé le 21 janvier 2006 à Bron. 

## Biographie
Il fait des études secondaires au lycée de l’Arc à Dole, puis est professeur de sciences économiques à Poligny, puis à Dole. 
Il adhère au PSU puis en 1974 au PS. Il est connu comme proche de Michel Rocard[réf. nécessaire].

## Mandats électifs
- Conseiller général du canton de Sellières (1979-1992)
- Député du Jura de 1981 à 1993
- Conseiller général du canton de Conliège (1994-2006)
- Maire de Conliège (1995-2006)